# 鄭絪
鄭 絪（てい いん、752年 - 829年）は、唐代の官僚・政治家。字は文明。本貫は鄭州滎陽県。

## 経歴
池州刺史の鄭羨の子として生まれた。若くして非凡な志を抱き、学問を好み、文章を作るのを得意とした。大暦年間、儒学で高名となり、張参・蔣乂・楊綰・常袞らと交友した。進士に及第し、博学宏辞科に登第し、秘書省校書郎・鄠県県尉に任じられた。張延賞は剣南西川節度観察使に転じたが、鄭絪は召し出されて掌書記となった。入朝して補闕・起居郎に任じられ、史職を兼ねた。ほどなく翰林学士に抜擢され、司勲員外郎・知制誥に転じた。徳宗の朝廷で宮中の職にあること13年、細心でへりくだり、徳宗にすこぶる厚遇された。
貞元21年（805年）、徳宗が死去し、順宗が即位したが、遺詔が宣下されなかった。鄭絪は同僚の衛次公と正論を申し立てたので、宦官たちもあえて異論を立てようとはしなかった。王伾や王叔文らが永貞革新を進めた際も、鄭絪は協力せず中立を守った。憲宗が監国すると、鄭絪は翰林学士のまま中書舎人に転じた。まもなく中書侍郎・同中書門下平章事（宰相）に任じられ、集賢院大学士を加えられた。門下侍郎・弘文館大学士に転じた。
元和元年（806年）、鄭絪は杜黄裳とともに政権を握り、楊恵琳や劉闢を処断した。元和4年（809年）、宰相を退任し、太子賓客に降格した。元和5年（810年）、嶺南節度使・広州刺史・検校礼部尚書として出向し、清廉な統治で知られた。元和9年（814年）、工部尚書となった。太常寺卿に転じ、さらに同州刺史・長春宮使として出された。元和13年（818年）、東都留守に転じた。長慶元年（821年）、入朝して吏部尚書となった。長慶2年（822年）、兵部尚書となり、太子少傅を兼ねた。長慶4年（824年）、再び吏部尚書となった。大和2年（828年）、御史大夫・検校尚書左僕射となり、太子少保を兼ねた。
鄭絪は老衰のため重ねて引退を求める上表をおこない、太子太傅として致仕した。大和3年（829年）10月、死去した。享年は78。司空の位を追贈された。諡は宣といった。
子に鄭祗徳があった。鄭祗徳の子に鄭顥があった。

## 伝記資料
- 『旧唐書』巻159 列伝第109
- 『新唐書』巻165 列伝第90